# Друштвено рачунарство
Друштвено рачунарство је област рачунарских наука која се бави раскрсницом друштвеног понашања и рачунарских система. Она је постала важан концепт за примену у пословању. Користи се на два начина што је детаљно објашњено у наставку.
У ужем смислу те речи, друштвено рачунарство подразумева подржавање било какве врсте друштвеног понашања у/или преко рачунарске мреже. Оно се заснива на стварању или поновном стварању друштвене конвенције и друштвеног контекста кроз употребу софтвера и технологије. Тако, блогови, емаил, инстант поруке, друштвене мрежне услуге, друштвени букмаркинг и други примери онога што се често назива друштвени софтвер илуструју идеје из друштвеног рачунарства, али такође и друге врсте софтверских апликација где људи комуницирају бесплатно.
У ширем смислу те рећи, друштвено рачунарство има везе са подржавањем прорачуна који се спроводе од стране групе људи, идеја која је била популаризована у књизи Џејмс Суровецки (James Surowiecki) Мудрост Врана (The Wisdom of Crows). Примери друштвеног рачунартсва у овом смислу укључују колаборативно филтрирање, онлајн аукције, предвиђање тржишта, репутационе системе, друштвени рачунарски избор, верификацију игрица.
Друштвено рачунарство је постало широко познато због његове повезаности са једним бројем скорашњих трендова. Ово укључује повећање популарност друштвеног софтвера и ВЕБ 3.0 што доводи до повећања академског интересовања за анализу друштвених мрежа.
| „ | Лаке везе које доносе јефтине уређаје, модуларни садржај, и заједничке рачунарске ресурсе имају велики утицај на нашу глобалну економију и друштвене структуре. Индивидуалци више прихватају сигнале један од другог, него од институционалних извора као што су корпорације, медији, религије и политички органи. Да бисте напредовали у ери друштвеног рачунарства, компаније морају напустити топ-даун (Top-down) управљања и комуникационе тактике, треба да повежу заједнице са њиховим производима и услугама, користе запослене и партнере у маркетингу, и постану део живог ткива марке лојалисти. | ” |

## Образложење
Друштвено рачунарство почиње почиње запажањем да су људи - и људско понашање - дубоко социјални. Од рођења људи се оријентишу један ка другоме, а како расту развијају способности за интеракцију једних са другима. Ово се развија од мимике и гестикулације до писаног и говорног облика језика. Као последица тога људи су осетљиви на понашање оних око њих и доносе безбројне одлуке које су обликоване од стране њиховог друштвеног окружења.
Претпоставка друштвеног рачунарства је да је могуће дизанирати дигитални систем који подржава корисну функционалност тако што друштвено произведене информације остају доступне њиховим корисницима. Ове информације се могу директно обезбедити, као када системи показују да је број корисника који су оценили преглед као користан или не. Или се информације могу дати након што се филтрирају и обједине, као што се ради када системи препоруче производ базиран на томе шта су људи са сличном купопродајном историјом купили. Алтернативно, информације се могу обезбедити индиректно, као што је случај са Гугловим пејџ ранк (Page Rank) алгоритмима који наређује резултате претраге на основу броја страница које указују на њих.
У свим овом случајевима, информације које се производе од стране групе људи користе се за пружање или побољшање функционисања система.
Друштвено рачунарство се може дефинисати на следећи начин:
| „ | Друштвено рачунарство се односи на системе који подржавају прикупљање, представљање, обраду, коришћење и ширење информација које су раштркане преко друштвених коликтива као што су тимови, заједнице, организације и тржишта. Штавише, информација није анонимна али је значајна управо зато што је повезана са људима, који су заузврат такође повезани са људима тако да информација наставља да циркулише. | ” |

## Интелигентно друштвено рачунарство
Интелигентно друштвено рачунарство је нови термин који се односи на недавне напоре појединаца да разумеју начине на које ће се систем људи и рачунара показати корисним као посредник између људи и алата које људи користе. Ови системи резултирају новим понашањем које се јавља као резултат комплексне интеракције између људи и рачунара.

## Примери
Главни чланак : Veb 2.0
Генерација интернет апликација је развијена спровођењем аспеката друштвеног рачунарства развијених у раном 21. веку.

### Предузетнички друштвени софтвер
Главни чланак Предузетнички друштвени софтвер
Електронско преговарање представља важан и пожељан коопдинациони механизам за електронска тржишта. Преговарање између агената (како софтверских тако и људских) омогућава кооперативну и конкурентску размену информација да одреди одговарајућу цену. Недавна истраживања и пракса је такође показала да је електронско преговарање корисно за координацију сложених интеракција између организација. Електронско преговарање је настало као врло динамичан, интердисциплинарни истраживачки простор који покрива аспекте из дисциплина као што су Економија, Информациони системи, Рачунарска наука, Комуникациона теорија, Социологија и Психологија.

### Колаборативно филтрирање
Главни чланак Колаборативно филтрирање
Колаборативно филтрирање је метод прављења аутомацких предвиђања (филтрирање) о интересима корисника од прикупљања доказаних информација од много различитих корисника (колаборација).

### ПЛАТО
Можда је најранији пример друштвеног рачунарства у живом производном окружењу, у почетку са стотинама а касније и са хиљадама корисника. На ПЛАТО компјутерском систему заснованом на Универзитету Илиноис у Урбани 1973. године, када су друштвене софтверске апликације за вишекорисничке причаонице, форуме за групно дописивање, и ћаскање појавиле у тој години. 1974 године је е-маил је доступан као и прве светске онлајн новине које се зову ЊузРипорт, које подржавају садржај достављен од стране корисничке заједнице као и написан од стране уредника и новинара.